# Zaprora silenus
Famille
Genre
Espèce
Zaprora silenus est une espèce de poissons de l'ordre des Perciformes. Il est l'unique représentant de la famille des Zaproridae et donc aussi de son genre Zaprora. Il est présent dans l'océan Pacifique nord.

## Galerie

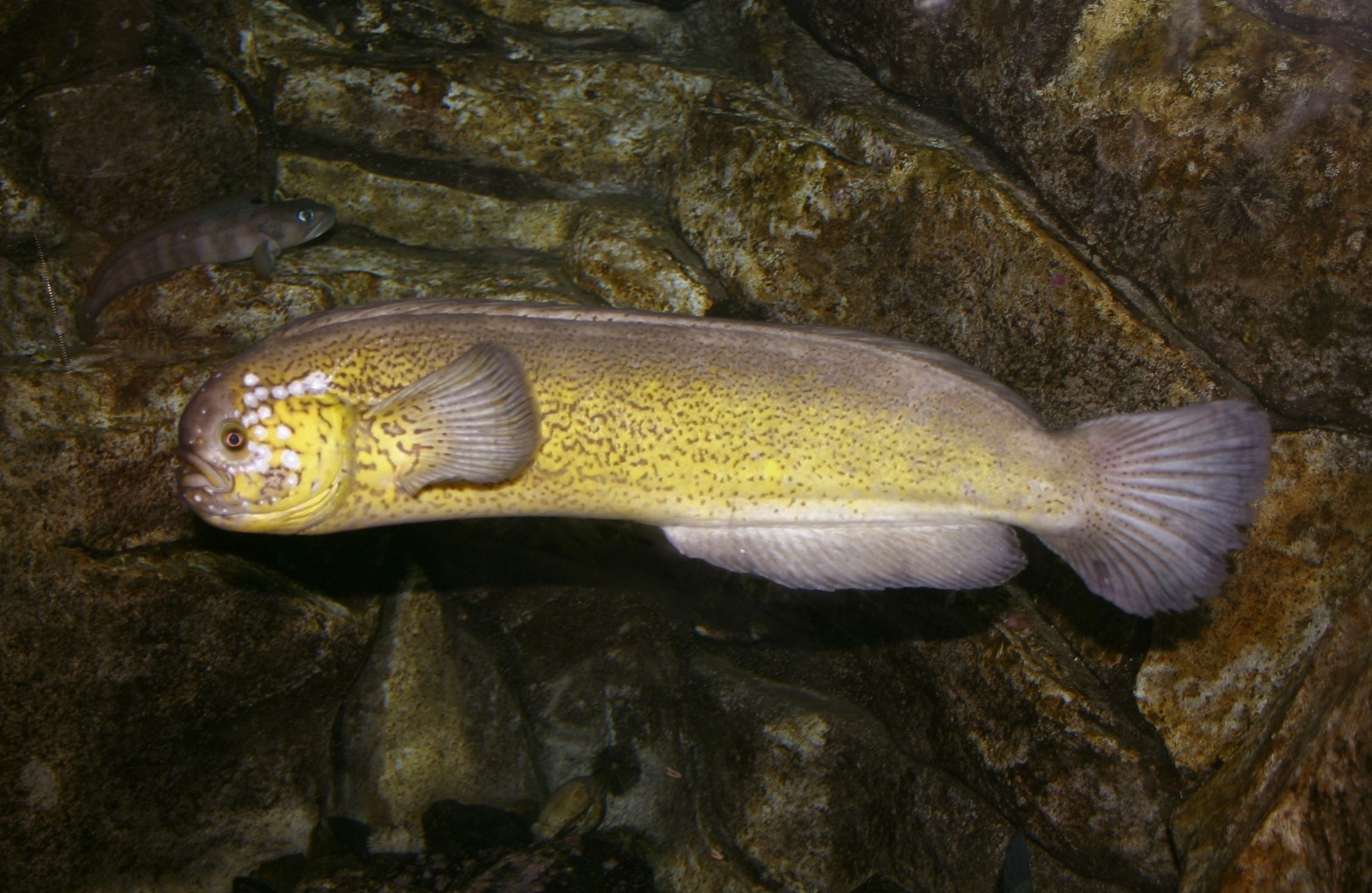
Zaprora silenus, adulte.
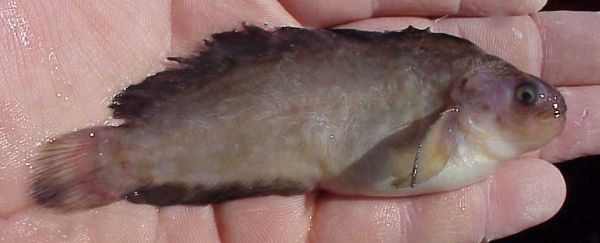
Zaprora silenus, juvénile.